# Санта-Марія-делла-Паче

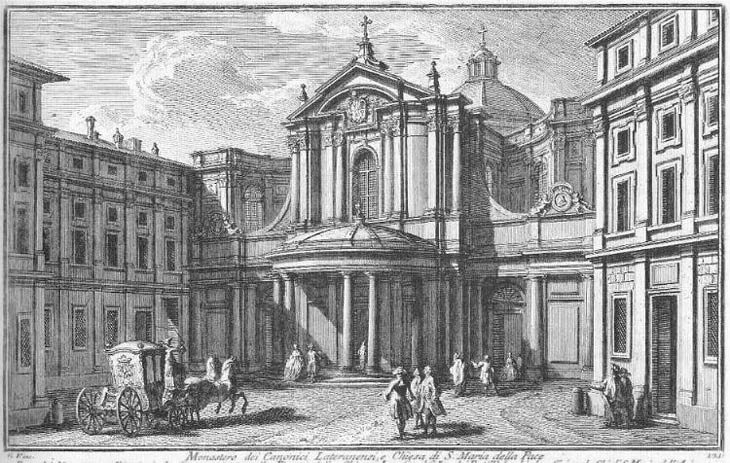
Гравюра Джузеппе Вазі. Фасад церкви Санта Марія делла Паче у 18 столітті.

Санта-Марія-делла-Паче (італ. Santa Maria della Pace — свята Марія миру) — титулярна церква (з 13 квітня 1587) в Римі, біля П'яцца-Навона.

## Історія
Церква побудована в 1480 році за папи Сікста IV в подяку Богородиці з нагоди укладення договору про мир. Першу капелу праворуч від входу до церкви — капелу Кіджі (італ. Capella Chigi) — прикрашають фрески роботи Рафаеля, створені на замовлення банкіра Кіджі і являють собою зображення чотирьох сивіл (Кумської, Перської, Фригійської та Тібуртинської) в оточенні янголів.
Реставрація у 1656 році проводилася за планами П'єтро да Кортона: фасад було перебудовано в бароковому стилі.
Кіджі — багата родина, що перебралася в Рим з міста Сієна. Замову на декор каплиці Кіджі зробив представник родини Агостіно Кіджі. Це не перша робота Рафаеля для Кіджі. Він разом з учнями працював над фресками на віллі Кіджі в Римі, що пізніше була перейменована і відома тепер як Вілла Фарнезіна. Родина Кіджі не полишала меценатства і в XVII столітті. Серед митців, що працювали на Кіджі в XVII столітті сам Лоренцо Берніні (1598–1680).

## Титулярна церква
Франсіско Хавьер Еррасуріс Осса — архієпископ Сантьяго, кардинал-священик з титулом церкви Санта Марія делла Паче з 21 лютого 2001 року.

## Галерея

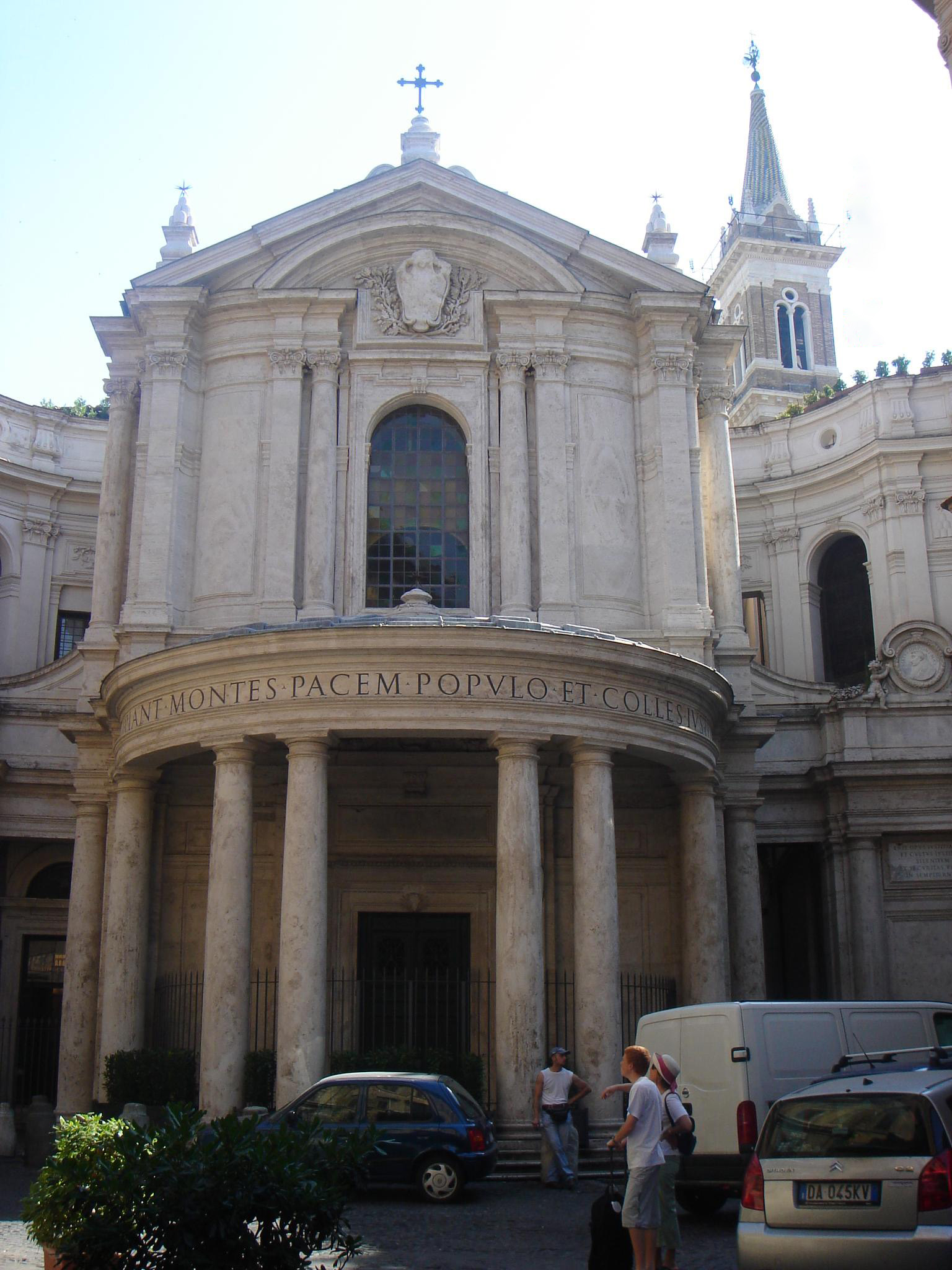
Фасад
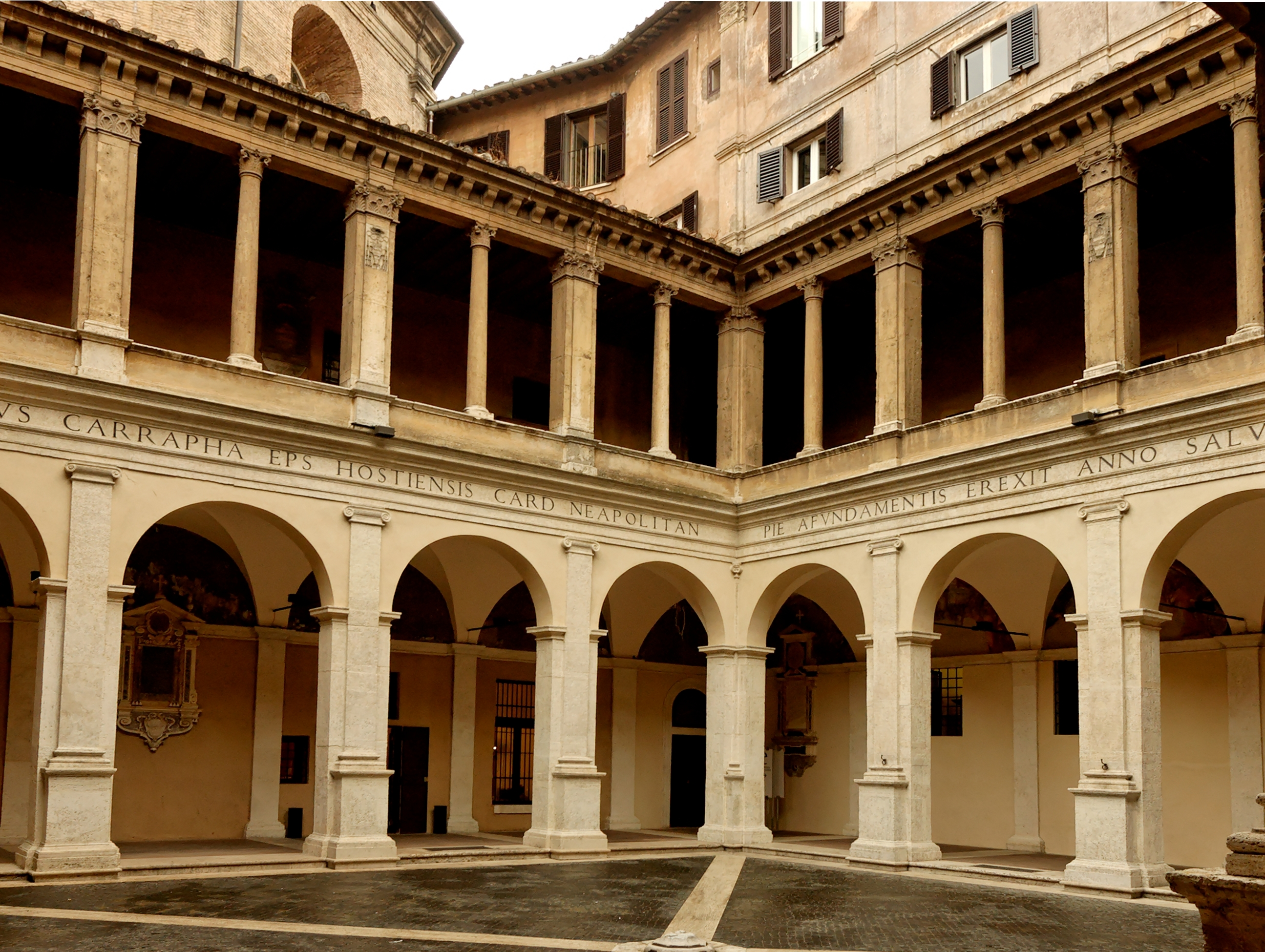
Внутрішній дворик
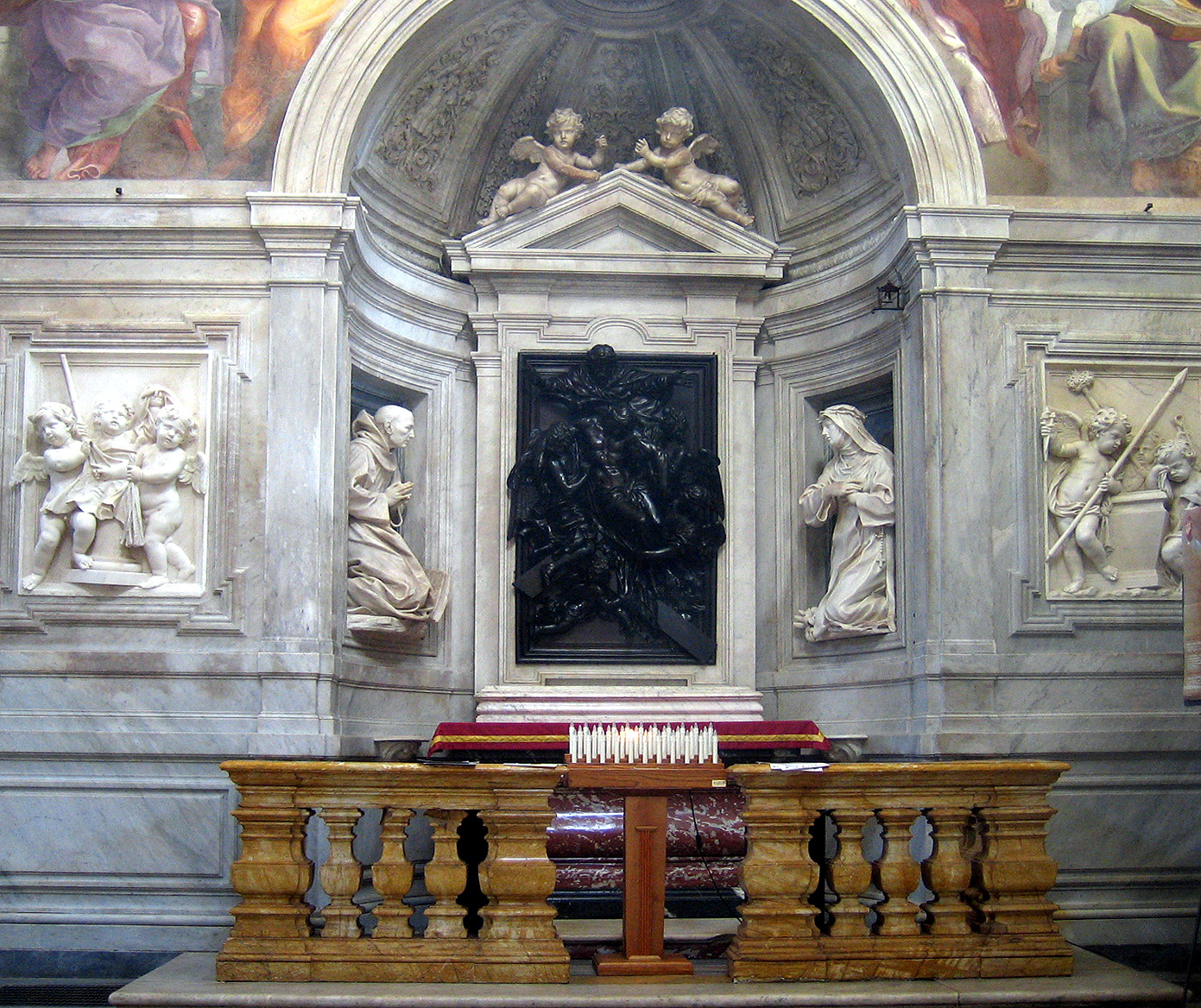
Частина капели Кіджі